# ФК Младост Рогатица
Фудбалски клуб Младост је фудбалски клуб из Рогатице који се такмичи у оквиру Друге лиге Републике Српске група Исток.

## Историја
Младост је основана 1946. године у ФНРЈ.

## Досадашњи успјеси
- Прва лига Републике Српске у фудбалу 1995/96. — Исток (4. мјесто)
- Прва лига Републике Српске у фудбалу 1996/97. — Исток (5. мјесто)
- Прва лига Републике Српске у фудбалу 1997/98. (15. мјесто)
- Друга лига Републике Српске у фудбалу — Југ 2007/08. (5. мјесто)
- Друга лига Републике Српске у фудбалу — Исток 2008/09. (10. мјесто)
- Куп Републике Српске у фудбалу 2009/10. (осмина финала)
- Друга лига Републике Српске у фудбалу — Исток 2010/11. (8. мјесто)